# Ludwig Sprenger
Ludwig Sprenger (* 31. Oktober 1971 in Mals, Südtirol; † 25. März 2019) war ein italienischer Skifahrer.
Sprenger, genannt Luttl, fuhr zwischen 1997 und 2000 insgesamt 22 Weltcup-Rennen in den Disziplinen Abfahrt und Super-G, vereinzelt auch im Riesenslalom. 1998 war Sprenger italienischer Meister im Super-G. 2003 beendete er seine Karriere als Skirennfahrer.

## Erfolge
- Alpiner Skieuropacup 1992/93
  - Gesamtwertung Abfahrt 2. Platz

- Alpiner Skieuropacup 1997/98
  - Gesamtwertung 8. Platz
  - Gesamtwertung Abfahrt 2. Platz
  - Podestplatzierung Abfahrt 17. Dezember 1997 in Piancavallo: 2. Platz
  - Podestplatzierung Abfahrt 29. Januar 1998 in Megève: 2. Platz
  - Podestplatzierung Abfahrt 30. Januar 1998 in Megève: 3. Platz

- Alpiner Skieuropacup 1999/2000
  - Podestplatzierung Abfahrt 13. Januar 2000 in St. Anton am Arlberg: 3. Platz

- Italienische Meisterschaften im Alpinen Skisport
- 1998: 1. Platz im Super-G